# Babočka cyanská
Babočka cyanská (Cethosia cyane) je druh motýla z čeledi babočkovitých vyskytující se v jižní Asii (od Indie po jižní Čínu a Indočínu). Její areál výskytu se v posledních desetiletích rozšířil i na Malajský poloostrov, včetně Singapuru.